# Rassemblement pour une Alternative de Développement Harmonieux et Intégré
Die Rassemblement pour une Alternative de Développement Harmonieux et Intégré (RADHI) ist eine politische Partei auf den Komoren.

## Geschichte
Bei den Parlamentswahlen 2015 gewann die RADHI einen der 24 direkt gewählten Sitze, wobei Ahamada Baco im Wahlkreis Mitsamiouli-Mboude gewählt wurde.